# Acantilados del Monte Hacho
Acantilados del Monte Hacho este o arie protejată (arie de protecție specială avifaunistică — SPA) din Spania întinsă pe o suprafață de 28,5 ha, integral pe uscat.

## Localizare
Centrul sitului Acantilados del Monte Hacho este situat la coordonatele 35°53′44″N 5°17′02″W / 35.895464°N 5.283796°V.

## Înființare
Situl Acantilados del Monte Hacho a fost declarat arie de protecție specială avifaunistică în septembrie 2000 pentru a proteja 54 de specii de animale.

## Biodiversitate
Situată în ecoregiunea mediteraneană, aria protejată conține 2 habitate naturale: Tufărișuri termo-mediteraneene și de pre-deșert, Faleze cu vegetație de Limonium spp. endemic de pe coastele mediteraneene.
La baza desemnării sitului se află mai multe specii protejate de  păsări (54): fluierar de munte (Actitis hypoleucos), alca (Alca torda), pescăruș albastru (Alcedo atthis), Apus caffer, pietruș (Arenaria interpres), șorecarul comun (Buteo buteo), fugaci de țărm (Calidris alpina), Calidris maritima, Calonectris diomedea, Catharacta skua, prundăraș de sărătură (Charadrius alexandrinus), chirighiță neagră (Chlidonias niger), barză albă (Ciconia ciconia), barză neagră (Ciconia nigra), șerpar (Circaetus gallicus), erete de stuf (Circus aeruginosus), erete cenușiu (Circus pygargus), dumbrăveancă (Coracias garrulus), egretă mică (Egretta garzetta), Falco biarmicus, șoim de iarnă (Falco columbarius), Falco eleonorae, Falco naumanni, șoim călător (Falco peregrinus), șoimul rândunelelor (Falco subbuteo), vânturel roșu (Falco tinnunculus), papagal de mare (Fratercula arctica), vulturul pleșuv sur (Gyps fulvus), scoicar (Haematopus ostralegus), acvilă pitică (Hieraaetus pennatus), Hydrobates pelagicus, Larus audouinii, pescăruș negricios (Larus fuscus), Larus marinus, pescăruș râzător (Larus ridibundus), Larus sabini, prigoare (Merops apiaster), gaia neagră (Milvus migrans), gaia roșie (Milvus milvus), sula bassana (Morus bassanus), vultur egiptean (Neophron percnopterus), Numenius phaeopus, pietrar mediteranean (Oenanthe hispanica), pietrar sur (Oenanthe oenanthe), vultur pescar (Pandion haliaetus), viespar (Pernis apivorus), codroșul de pădure (Phoenicurus phoenicurus), Rissa tridactyla, mărăcinar negru (Saxicola torquatus), chiră de baltă (Sterna hirundo), silvie roșcată (Sylvia cantillans), Sylvia conspicillata, silvie de tufiș (Sylvia undata), chiră de mare (Thalasseus sandvicensis).
Pe lângă speciile protejate, pe teritoriul sitului au mai fost identificate 11 specii de plante, 25 de specii de păsări, 4 specii de amfibieni, 2 specii de mamifere, 22 de specii de nevertebrate, 10 specii de reptile.